# Lisciano Niccone
Lisciano Niccone és un comune (municipi) de la província de Perusa, a la regió italiana d'Úmbria, situat uns 25 km al nord-oest de Perusa. L'1 de gener de 2018 tenia 607 habitants.
Lisciano Niccone limita amb els municipis de Cortona, Passignano sul Trasimeno, Tuoro sul Trasimeno i Umbertide.
És d'origen medieval i pertanyia al municipi de Perusa i, des del segle xvi, als Estats pontificis. Al seu territori es troben les restes d'un castell (segle xi) i una església del mateix període, dedicada a Sant Nicolau.

## Evolució demogràfica
| Gràfica d'evolució de Lisciano Niccone entre 1861 i 2011                          |
|                                                                                   |
| Font: Istituto Nazionale di Statistica (ISTAT) - Elaboració gràfica de Viquipèdia |